# 沖縄製粉
沖縄製粉株式会社 （おきなわせいふん）は、沖縄県那覇市に本社を置く製粉会社。小麦粉やプレミックス粉などの粉製品、乾麺の製造・販売を主な事業としている。

## 概説
1955年10月27日に設立。創業初期には当時アメリカの駐日大使であったダグラス・マッカーサー2世が同社の工場を視察している。
沖縄県で唯一の製粉会社であり、小麦粉では県内シェア一位を誇る。「食を通じ笑顔をお届けする」をコーポレートメッセージとして掲げており、サーターアンダギーやちんびんといった沖縄の伝統菓子専用のプレミックス粉など、地元の食文化に根差した商品開発を行っている。また、製粉以外の主力事業としてアクアクララが販売するミネラルウォーターの製造、ベーカリーショップやカフェの運営も手掛けている。近年ではアジア地域（主に香港および台湾）への製品展開に力を入れている他、親子参加の料理教室の開催、福祉施設へのクリスマスケーキの寄付を通じて、地域社会への貢献活動も行っている。
沖縄県のバスケットボールチームである琉球ゴールデンキングスのオフィシャルパートナーでもある。

## 沿革
※以下、会社サイトより引用。
- 1955年（昭和30年）10月27日 - 沖縄製粉株式会社設立。
- 1956年（昭和31年）- 製粉工場の操業を開始する。
- 1957年（昭和32年）- アメリカ駐日大使ダグラス・マッカーサー2世が陸軍大将ライマン・レムニッツァーと共に工場を視察に訪れる。
- 1958年（昭和33年）- 工場設備を18トン増設。
- 1963年（昭和38年）- 米軍調達部と試販小麦粉の売買契約を締結、軍納入粉を初めて出荷。
- 1964年（昭和39年）- 原麦サイロが完成。アメリカの小麦連合会よりキッチンカーを譲受。
- 1965年（昭和40年）- 沖縄県内各地で料理講習会を実施。自動小袋詰機械を設置。
- 1966年（昭和41年）- 創立10周年。記念式典・祝賀会を開催。
- 1967年（昭和42年）- 第二工場完成。
- 1968年（昭和43年）- 第一工場および第二工場の製粉ラインを統合。
- 1969年（昭和44年）- ミックス粉製造機械設備を新設。
- 1972年（昭和47年）- 沖縄県の本土復帰に伴い、軍納粉の生産を廃止。学校給食用小麦粉の生産を開始。ふすま専増産制度を適用し、「増産ふすま」の生産を開始。
- 1973年（昭和48年）- 製粉工場の機械を増設。
- 1976年（昭和51年）- 自動小袋詰角底機械を導入。
- 1977年（昭和52年）- 原麦サイロを新たに竣工。
- 1983年（昭和58年）- 小麦粉加工食品の研究施設サービスセンターを新設。
- 1985年（昭和60年）- 小麦粉サイロが完成。
- 1991年（平成3年）- 自動小袋詰角底機械を更新。
- 1996年（平成8年）- 創立40周年。
- 1997年（平成9年）- 乾麺工場の設備工事が完了、手延べそうめんの生産を開始。
- 2003年（平成15年）- アクアクララの製造工場が完成、同社の販売するミネラルウォーターの製造を開始。
- 2004年（平成16年）- 特産流通事業部の新工場を竣工。創立50周年。
- 2005年（平成17年）- 業務用ミックス粉の生産ラインを移設。
- 2007年（平成19年）- ふすま用袋詰機の更新および口封機を新設。
- 2008年（平成20年）- ロボットパレタイザーを導入。
- 2009年（平成21年）- 保税蔵置場の資格を登録。
- 2010年（平成22年）- 家庭用ミックス粉の生産ラインへX線異物検出装置を導入。創立55周年。
- 2013年（平成25年）- 小麦粉及び小麦粉関連製品（ミックス粉）製造においてISO 22000認証を取得。ベーカリーショップ「Smile&happy factory」をオープン。
- 2014年（平成26年）- カフェ「BALL DONUT PARK」をオープン。
- 2015年（平成27年）- 創業60周年。

## 主な商品
- 羽衣（薄力粉）
- 王門（強力粉）
- サーターアンダギーミックス
- サーターアンダギーミックス ココア味
- 黒糖アンダギーミックス
- じょーとーむんアンダギーミックス紅芋
- ちんびんミックス
- ちいるんこうミックス
- ひらやーちーミックス
- 黒糖アガラサーミックス
- 黒糖パンケーキミックス
- ポン・デ・Qミックス
- 沖縄風天ぷら粉
- ムーチーミックス（紅芋/黒糖）
- ソフトパン粉
- カラーパン粉
- 龍頭素麺（乾麺）

他

## 飲食店事業
Smile&happy factory (スマイル&ハッピーファクトリー)
豊見城市に所在するショッピングセンター、トミトン内にあるベーカリーショップ。人材育成、市場調査、ユーザーへの還元の3つを目的として出店されており、50アイテム以上のパンを取り扱っている。
BALL DONUT PARK (ボールドーナツパーク)
ドーナツ専門のスイーツカフェ。県内では3店舗、愛知県の東山動植物園内に1店舗、計4店舗が運営されている。ボール状のドーナツに各種トッピングを施したメニューが特徴で、自社開発による小麦粉を使用している（なお、この小麦粉は店頭でも販売されている）。また、店舗の内外装はタイ出身の漫画家・イラストレーターのウィスット・ポンニミットがアートワークを手掛けている。

## 広告・スポンサー活動
テレビCMは、県内では「お母さんの味、手作りの味」のフレーズで知られており、2011年には琉球ゴールデンキングスとのコラボレーション企画によるインタラクティブ型CMが、その年に開催されたアジア太平洋地域の広告祭「Spikes Asia 2011」で金賞を受賞している。また、かつては沖縄テレビ放送で土曜日18時前の天気予報のスポンサーとなっていた。